# Abaqus
Abaqus FEA (abgeleitet vom mechanischen Rechengerät Abakus) ist ein kommerzielles Programmpaket, mit dem sich Probleme der Festkörper-Statik und -Dynamik, der Wärmeleitung, des Elektromagnetismus und der Fluiddynamik bearbeiten lassen. Anfänglich enthielt Abaqus nur das Finite-Elemente-Programm und dies ist häufig auch heute noch gemeint, wenn von Abaqus die Rede ist. Heute werden beim Kauf oder der Miete des Programms noch eine ganze Reihe weiterer Pakete mitgeliefert, die die Arbeit unterstützen. Abaqus/CAE, was die Abkürzung für Complete Abaqus Environment ist und vollständige Abaqus-Umgebung heißt, ist ein interaktives Programm, das der Modellerstellung und -berechnung sowie der Ergebnisauswertung dient. Heute ist Abaqus ein in der Automobil-, Luftfahrt-, Schiffbau- und Rüstungsindustrie weltweit verbreitetes Rechenprogramm. Wegen seines guten Rufes und der vielfältigen Benutzerschnittstellen wird Abaqus auch in der Forschung (Fraunhofer-Institute und Universitäten) eingesetzt. Für letztere gibt es spezielle Forschungs- und Lehrlizenzen und Studentenversionen.

## Geschichte
Herausgegeben wurde Abaqus erstmals 1978 von der Firma HKS, die von David Hibbitt, Bengt Karlsson und E. Paul Sorensen gegründet wurde und ihren Sitz in Pawtucket/Rhode Island hatte. 2002 nannte sich HKS in ABAQUS Inc. um und ging 2004 eine strategische Partnerschaft mit Dassault Systèmes ein, die dann ein Jahr später, 2005, ABAQUS Inc. übernahm. Das kontinuierliche Wachstum der Firma veranlasste ABAQUS Inc. 2004 vom ursprünglichen Gebäude in Pawtucket, Rhode Island nach Rising Sun Mills auch auf Rhode Island umzuziehen. 2008 wurde ABAQUS Inc. in Dassault Systèmes Simulia Corp. umbenannt. Durch Aufkäufe und eigene Entwicklung wird der Produktumfang kontinuierlich erweitert. Heute ist Abaqus eines von mehreren Produkten, die Simulia vertreibt und in über 40 Niederlassungen weltweit vertreten.
Die Vertretung in Europa war bis 2006 ABAQUS Europe BV, heute SIMULIA European Headquarters in Maastricht.
Die deutsche Vertretung ist in Aachen ansässig mit einer Zweitniederlassung in München, ursprünglich Abacom Software GmbH, ABAQUS Deutschland GmbH, ab 2005 bis 2011 Dassault Systèmes Simulia GmbH.

## Arbeiten mit Abaqus
Besondere Eigenschaften von Abaqus sind:
- Abaqus ist durch seine Performance beim Lösen von nicht linearen Problemen bekannt, kann aber auch in linearen Fragestellungen eingesetzt werden.
- Möglichkeit des Parallelrechnens und dadurch kurze Rechenzeiten (iterative und direkte lineare Gleichungslöser)
- Es gibt implizite und einen explizite Zeitdiskretisierungsschemata, die weitgehend gleiche Eingabe-Dateien verstehen und einfachen Daten-Austausch erlauben.
- Es gibt einen produkteigenen Pre- und Postprozessor.
- Eine Python-Schnittstelle erlaubt skriptgesteuerten Modell-Aufbau, Gleichungslösung und automatisiertes Postprozessing.
- Dokumentation (englischsprachig) in html- und pdf-Format.
- „Lesbare“ Syntax, die kleine Manipulationen in der Eingabe ermöglicht

## Anwendungsgebiete
Abaqus kann in linearen und nicht-linearen Anfangsrandwertaufgaben angewendet werden. Ursachen von Nicht-Linearitäten können sein:
- Geometrische Nichtlinearität: Knicken, Beulen, große Drehungen, Membranen, deformationsabhängige Kräfte
- Materielle Nichtlinearität: Plastizität, Gummielastizität, Delamination, Rissbildung und -ausbreitung, Dichtungen
- Kontakt: Crashtest, Presspassungen, Tiefziehen, Reibung

Abaqus kann in folgenden physikalischen Disziplinen eingesetzt werden:
- Wärmeleitung
- Mechanik
- Strömungsmechanik
- Elektromagnetismus

Für Lösungen in der Festkörpermechanik liegen verschiedene Formulierungen vor:
- Statik
- Modalanalyse und modale Dynamik
- implizite Dynamik für lineare und nicht lineare Fragestellungen
- explizite Dynamik für hoch nicht lineare Fragestellungen.
- XFEM: Rissausbreitung.
- Gekoppelte Euler-Lagrange-Formulierung z. B. für schwappende Flüssigkeiten in einem Behälter
- SPH (geglättete Teilchen-Hydrodynamik) für extremste Deformationen wie beim Aufschlag eines Projektils
- Diskrete-Elemente-Methode für die Simulation der Bewegung vieler Teilchen, z. B. beim Mischen von Pillen.

## Module
Ursprünglich war Abaqus ein reines Finite-Elemente-Programm und auch heute noch ist dies der Hauptbestandteil des ausgelieferten Umfangs. Das Programm teilt sich auf in
- Abaqus/Foundation: lineare Statik und Dynamik, z. B. Eigenfrequenz- oder Modalanalysen.
- Abaqus/Standard: Lineare und nicht lineare implizite Analyse von Statik und Dynamik, Wärmeleitung, elektrischen oder elektromagnetischen Reaktionen.
- Abaqus/Explicit: explizite Dynamik von Böden oder Konstruktionen.
- Abaqus/CFD: Berechnung von Strömungen mit Wärmetransport und Fluid-Struktur-Kopplung
- Abaqus/Aqua: Analysen, die Lasten aufgrund von Umströmungen mit Wasser oder Luft beinhalten.
- Abaqus/Design: Zeigt den Einfluss, den kleine Änderungen des Modells zur Folge haben.

Zusätzliche Werkzeuge:
- CZone für Abaqus: Berücksichtigung der Stoßwirkung auf Verbundwerkstoffe in Abaqus/Explicit.
- Abaqus Knee Simulator (AKS): Simulation von Knie-Implantaten
- Crashtest-Dummy und Barriere-Modelle: Für Crash-Berechnungen

Als optionale Funktionalität sind
- AMS (automatic multi-level substructuring) Eigenwert-Solver
- Multidisziplinäre Simulation mit der MpCCI Schnittstelle
- CAD assoziative Schnittstellen zwischen Abaqus/CAE und CATIA/V5 und V6, SolidWorks, Pro/ENGINEER, der bidirektionalen Datenaustausch gestattet,

verfügbar.
Die beiden interaktiven Programme sind
- Abaqus/CAE: Modellerstellung, Berechnung und Auswertung.
- Abaqus/Viewer: Werkzeug für die Auswertung, das in Abaqus/CAE enthalten ist, aber auch davon getrennt vertrieben wird.

Mit diesen Modulen wird eine umfangreiche englischsprachige Dokumentation im html- und pdf-Format mitgeliefert.
Zu den Programmen CATIA/V5 und V6, SolidWorks, Pro/ENGINEER, NX, Moldflow und MD ADAMS besitzt Abaqus Schnittstellen, die den Datentransfer erleichtern.

## Versionen
| Jahr | off. Version | int. Version | Auswahl an Neuerungen | Plattformen |
| ---- | ------------ | ------------ | --- | --- |
| 2004 | 6.5          | 6.5          | Cohesive Elemente für Klebschichten | Linux/x86-32 Windows/x86-32: alle Produkte HP-UX/Itanium, Linux/Itanium, AIX/POWER: nur Analyseprodukte                                                  |
| 2006 | 6.6          | 6.6          | ABAQUS/AMS eigensolver adaptive remeshing in ABAQUS/Standard | Linux/x86-32 Windows/x86-32: alle Produkte HP-UX/Itanium, Linux/Itanium, AIX/POWER: nur Analyseprodukte                                                  |
| 2007 | 6.7          | 6.7          | SIM Software-Architektur für Modal-Analysen Associative Schnittstelle zu CATIA V5 und Pro/ENGINEER | Linux/x86-32 Windows/x86-32: alle Produkte HP-UX/Itanium, Linux/Itanium, AIX/POWER: nur Analyseprodukte                                                  |
| 2008 | 6.8          | 6.8          | Eulersche und gekoppelte Euler-Lagrange-Formulierung in Abaqus/Explicit | Linux/x86-32 Windows/x86-32: alle Produkte HP-UX/Itanium, Linux/Itanium, AIX/POWER: nur Analyseprodukte                                                  |
| 2009 | 6.9          | 6.9          | Allgemeiner Kontakt in Abaqus/Standard Cosimulation von Abaqus/Standard und Explicit XFEM in Abaqus/Standard für Berechnung von Rissfortschritt                                                                               | Linux/x86-32 Windows/x86-32: alle Produkte HP-UX/Itanium, Linux/Itanium, AIX/POWER: nur Analyseprodukte                                                  |
| 2010 | 6.10         | 6.10         | Abaqus/CFD für Strömungsberechnung Neuer iterativer Gleichungslöser in Abaqus/Standard | Windows/x86-32, Windows/x86-64, Linux/x86-64: alle Produkte Linux/Itanium, HP-UX/Itanium: Abaqus/Standard und Abaqus/Explicit AIX/Power: Analyseprodukte |
| 2011 | 6.11         | 6.11         | Form- und Topologie Optimierung Erweiterung der Schnittstelle zwischen CATIA V5 und Abaqus/CAE SPH (etwa: Partikel-Formulierung bei extrem hohen Deformationen) Volle Kopplung zwischen elektrischen und magnetischen Feldern | Windows/x86-32, Windows/x86-64, Linux/x86-64: alle Produkte Linux/Itanium: Abaqus/Standard and Abaqus/Explicit AIX/Power: Analyseprodukte                |
| 2012 | 6.12         | 6.12         | Magnetostatische Analyse | Windows/x86-32, Windows/x86-64, Linux/x86-64: alle Produkte                                                                                              |
| 2013 | 6.13         | 6.13         | Partikel-Methode auf Basis der Diskrete-Elemente-Methode | Windows/x86-32, Windows/x86-64, Linux/x86-64: alle Produkte                                                                                              |
| 2014 | 6.14         | 6.14         | Verbesserungen im Ecke-zu-Ecke Kontakt, Neue Turbulenzmodelle in Abaqus/CFD. | Windows/x86-32, Windows/x86-64, Linux/x86-64: alle Produkte                                                                                              |
| 2015 | 2016         |              | Verbesserter allgemeiner Kontakt und neuer linearisierter Kontakt, weitere Elementtypen und erweiterte Werkstoffmodellierung.                                                                                                 | Windows/x86-64, Linux/x86-64: alle Produkte |
| 2016 | 2017         |              | Verbesserungen im Bereich Kontakt, XFEM, Cohesive Zone und SPH. | Windows/x86-64, Linux/x86-64: alle Produkte |
| 2018 | 2018         |              | | Windows/x86-64, Linux/x86-64: alle Produkte |
| 2019 | 2019         |              | | Windows/x86-64, Linux/x86-64: alle Produkte |
| 2020 | 2020         | 6.20         | | Windows/x86-64, Linux/x86-64: alle Produkte |
| 2021 | 2021         | 6.21         | | |

## Lizenzierung
Die Lizenzierung von Abaqus erfolgt auf Basis der Rechenleistung, nicht auf Basis des Funktionsumfangs. Abaqus bietet die Möglichkeit Front-End, also den Pre- und Postprozessor separat zu erwerben, welches einem Lizenzbaustein entspricht. Im Abaqus CAE, welches intern bei Dassault Systèmes für das Complete Abaqus Environment steht, stehen alle Funktionen die Abaqus bietet zur Verfügung. (Exklusive der Zusatzanwendungen) 
Der Gleichungslöser wird bei Abaqus separat lizenziert, wodurch sich Vorteile ergeben, indem bei nur einer benötigten CPU weniger Lizenzbausteine für den Gleichungslöser benötigt werden. So wird es möglich bei Akzeptanz von längerer Berechnungszeit mit geringeren Kosten in das Portfolio von Abaqus einzusteigen und modular weitere Lizenzbausteine später zu erwerben. Dies bietet für kleinere Unternehmen Vorteile beim Einstieg in die Berechnung mit High-End FEM Gleichungslösern. Die Berechnung von komplexen Problemen, welche mit den integrierten FEM-Lösungen üblicher CAD Systeme nicht möglich sind, wird so in die Produktentwicklungsprozesse der Unternehmen migriert.
Ein nicht unerheblicher Baustein von Abaqus ist ebenso die assoziative Schnittstelle zu bestehenden CAD-Systemen, wodurch der Arbeitsablauf in Optimierungsschleifen erheblich verbessert wird. Gerade die Verbindung von Design und Berechnung spielt eine entscheidende Rolle Durchlaufzeiten in der Entwicklung von Unternehmen zu senken. Assoziative CAD-Schnittstellen sind nicht nur zu Dassault Systemès Produkten, wie Catia und SolidWorks, sondern auch zu Siemens NX und ProEngineer erhältlich.

## Systemanforderungen
Früher konnte Abaqus u. a. auf den Betriebssystemen Linux/x86-32, Windows/x86-32, HP-UX/Itanium, Linux/Itanium und AIX/POWER betrieben werden. Wegen des Aufwandes das Programm auf diese Systeme anzupassen und zunehmender Bedeutung von Linux/x86-64 und Windows/x86-64 werden heute nur noch letztere beiden Betriebssysteme unterstützt. Die genauen Systemanforderungen von Abaqus bis Version 6.12 können im Internet nachgeschlagen werden.